# Parafia św. Katarzyny w Marcinkowicach
Parafia pw. św. Katarzyny w Marcinkowicach - parafia należąca do dekanatu Mirosławiec, diecezji koszalińsko-kołobrzeskiej, metropolii szczecińsko-kamieńskiej. Została utworzona 31 sierpnia 1761. Siedziba parafii mieści się pod numerem 69.

## Miejsca święte

### Kościół parafialny
Kościół parafialny został zbudowany w latach 1627–1628 w stylu gotyckim, poświęcony w 1628. 

### Kościoły filialne i kaplice
- Kościół św. Jana Chrzciciela w Lubieszu
- Kościół Najświętszego Serca Pana Jezusa w Próchnowie
- Kościół pw. św. Jakuba Apostoła w Bronikowie